# Светлана Мухова
Светлана Павлова Мухова е копривщенски краевед, иконописец и магистър по богословие и история. Живее и работи в град Копривщица. Завършва художествена гимназия в София, а след това завършва висше образование по богословие във ВТУ „Свети Свети Кирил и Методий“. Специализира история в СУ „Свети Климент Охридски“, където успешно защитава дипломна си работа „Йоаким Груев – обществено-политическа дейност до Освобождението“и магистърска теза „Бел-Ланкастърската система от Мадрас до Копривщица и ролята и за изграждането на новобългарското училище“.
Като уредник на Къща музей „Георги Бенковски“ Светла прави обширно проучване на живота на революционера, като издава няколко труда и негови животоописания в различни издателства.

### Трудове
- Георги Бенковски. Мултипринт. 2002[2]
- Известният и непознат Бенковски. Мултипринт. 2014. ISBN 9789543621507[3]
- Бел-Ланкастърската система от Мадрас до Копривщица и ролята и за изграждането на новобългарското училище. Ефект Адвъртайзинг. 2017. ISBN	9786199079409[3]
- Новооткрити документи за историята на една 200-годишна църква. 2018 г.[4]
- Нови данни за дюлгерите, работили в Копривщица през XIX век. Национално издателство за образование и наука „Аз-буки“. 2018 г.[5]
- Към въпроса за образа на Бнковски в запазените негови писмени документи. Списание „Минало“, бр. 2, 2019 г.
- Извори за миналото на Копривщица от османските архиви (XVI – средата на XIX век) 2024. ISBN 9786199193365

### В съавторство
- Йеромонах Виктор (Тодоров), Светлана Мухова. „Неврокопски митрополит Борис“. Фондация „Свети Седмочисленици“. 2018 г. ISBN 978-954-9652-08-6. [6]
- Светлана Мухова, Иван Шаеков. За първото зимно преминаване на Балкана по време на Руско-турската война 1877 – 1878 година. Освобождението на Копривщица и копривщенските опълченци. Ефект Адвъртайзинг. 2018 г. ISBN 978-619-90794-2-3[7]
- Арх. Ивелин Любенов, Светлана Мухова, Десислава Вутова. Музей на народните художествени занаяти и приложните изкуства в Троян, бр. 8. „По следите на една икона“. Велико Търново. Фабер, 2021.
- Мухова, С., Мрънкова, К. Загадка в новооткритата снимка.[8] в. „За буквите“, Година XLII • Брой 60/март 2020 г., стр. 16 – 17.

### Статии в пресата
- „Дарени документи за един „копривщенски подвиг на човечността“ сп. „Везни“, бр. 5, 2020 г.[9]
- Към въпроса за фотографския портрет на Васил Левски от 1870 г. Национално издателство за образование и наука „Аз-буки“. 2019 г.[10]

## Интервюта за Копривщица, Бенковски, Каблешков, Димчо и образованието
- Среща с един от малцината художници, които рисуват в стария Копривщенски стил, Светлана Мухова.[11]Agrotv.bg. публикувано на 21 януари 2016
- Захари Стоянов прощава на предателя на Бенковски. Bgdnes.bg. 18 април 2017
- Историята на възрожденската просвета в Копривщица.[12] БНР публикувано на 21 юли 2017 в 14:58
- Георги Бенковски остава в историята като най-пламенният водач на Априлското въстание.[13]M.focus-news.net. публикувано на 21 септември 2018 г.19:00
- Войводата Георги Бенковски. [14]БНТ публикувано на 07 май 2018 г.
- Всяка копривщенска къща носи история, но най-трогателна е срещата с поета Димчо Дебелянов в „бащината му къща“.[15]Focus-radio.net. публикувано на 3 април 2019 20:06
- Специално за БНТ: Показват първия превод на романа „Граф Монте Кристо“, дело на Тодор Каблешков[16]БНТ публикувано на 13 април 2021 г. 7:34

## Участия в научни конференции
- Кървавото писмо на Тодор Каблешков – „Неизвестно произведение на Захари Стоянов“ или исторически документ[17]
- Копривщенският революционен комитет от времето на Левски. 150 години вътрешна революционна организация. Регионален исторически музей – гр. Плевен 2019 г.

## Илюстратор
Пранчов, Стоян. Копривщица от точка зрение историческа, социална и икономическа. Печатница Единство, Пловдив. 2006. ISBN 978-954-362-019-7